# Natalja Nikolajewna Belochwostikowa
Natalja Nikolajewna Belochwostikowa (russisch Наталья Николаевна Белохвостикова, englisch Natalya Belokhvostikova; * 28. Juli 1951 in Moskau, Sowjetunion) ist eine sowjetische und russische Schauspielerin.

## Leben
Sie studierte an der Moskauer Filmhochschule VGIK. Ihre erste Kino-Hauptrolle erhielt sie von ihrem Lehrer Sergei Gerassimow als Lena in Am See (1969). Dafür erhielt sie den Staatspreis der UdSSR und den Darstellerpreis auf den Filmfestspielen in Karlovy Vary. Gerassimow besetzte sie auch für die Rolle der Mathilde de la Mole in seiner Stendhal-Verfilmung Rot und Schwarz. Dem deutschen Publikum ist sie neben diesen Filmen auch durch Ozean (1974), Nadeshda (1974), Das Ufer (1984), Ehe vor dem Gesetz (1985) und als Nele im Historiendrama Die Legende von Til (Ulenspiegel; 1976) bekannt.
Zu ihren bedeutendsten Aufgaben zählt die (Doppel)-Hauptrolle als Dolmetscherin Marie und deren Tochter Nathalie in der sowjetisch-französischen Großproduktion Teheran 43. In einer eindrucksvollen Szene hält sie als Nathalie den sterbenden Alain Delon in den Armen. Ihre eigene Tochter aus der Ehe mit Regisseur Wladimir Naumow, Natalja Naumowa, hat in „Teheran 43“ eine kleine Rolle und ist inzwischen ebenfalls Schauspielerin.